# Матч СССР — США по боксу 1969
Матч СССР — США по боксу 1969 года проходил 27 октября в Лас-Вегасе на арене «Циркус-Максимус-шоурум» гостиничного комплекса «Сизарс-пэлас». На матче присутствовал посол СССР в США Анатолий Добрынин. Трансляцию матча по американскому телевидению комментировал известный американский боксёр Кассиус Клей. В первом бою матча встречались американец Уильям Хотторн и советский боксёр Жандос Кукумов. Американский боксёр одержал верх в этой встрече. Матч проходил в равной борьбе и завершился победой сборной СССР с минимальным преимуществом — 6:5. Комментатором матчевой встречи для американского телевидения был Кассиус Клей.

## Официальный матч
| Весовая категория | Победитель          | Соперник             | Результат                    |
| ----------------- | ------------------- | -------------------- | ---------------------------- |
| до 48 кг          | Вильям Хотторн      | Жандос Кукумов       |                              |
| до 51 кг          | Виктор Запорожец    | Деннис Минс          | явное преимущество (2 раунд) |
| до 54 кг          | Александр Мельников | Кеннет Базер         |                              |
| до 57 кг          | Валериан Соколов    | Рэй Ланни            |                              |
| до 60 кг          | Хуан Руис           | Николай Хромов       |                              |
| до 63,5 кг        | Валерий Фролов      | Томми Роланд         | явное преимущество (3 раунд) |
| до 67 кг          | Армандо Муниц       | Абдрашит Абдрахманов |                              |
| до 71 кг          | Валерий Трегубов    | Джесси Вальдес       |                              |
| до 75 кг          | Джон Болдуин        | Владимир Тарасенков  |                              |
| до 81 кг          | Владимир Бабарыка   | Дэвид Мэтьюз         |                              |
| свыше 81 кг       | Джим Элдер          | Александр Васюшкин   | 2:1                          |

## Показательные выступления
30 октября состоялись показательные выступления сборной СССР в Монреале на арене Спортивного центра им. Поля Сове в форме матча против сборной Северной Америки — для этих целей в Канадскую сборную включили четверых американских боксёров. С обеих сторон были члены национальных олимпийских команд. В соответствии с правилами Канадской ассоциации любительского бокса встреча проходила в боксёрских шлемах (встречи в США и в СССР ещё долгое время проходили без шлемов). Этот матч окончился со счётом 10:1 в пользу советской сборной.
| Весовая категория | Победитель           | Соперник         | Результат                    |
| ----------------- | -------------------- | ---------------- | ---------------------------- |
| до 48 кг          | Жандос Кукумов       | Клаудио Ривера   |                              |
| до 51 кг          | Виктор Запорожец     | Мануэль Сантьяго | 3:0                          |
| до 54 кг          | Александр Мельников  | Пол Коллет       |                              |
| до 57 кг          | Валериан Соколов     | Дэннис Гролиу    |                              |
| до 60 кг          | Мишель Бриер         | Николай Хромов   | рассечение (1 раунд)         |
| до 63,5 кг        | Валерий Фролов       | Маршал Батлер    |                              |
| до 67 кг          | Абдрашит Абдрахманов | Парид Бальдассар | явное преимущество           |
| до 71 кг          | Валерий Трегубов     | Андре Сейнт Мэри | явное преимущество (2 раунд) |
| до 75 кг          | Владимир Тарасенков  | Ларри Уорд       |                              |
| до 81 кг          | Владимир Бабарыка    | Эдвард Дункан    |                              |
| свыше 81 кг       | Александр Васюшкин   | Эрл Маклири      |                              |